# Deathstalker IV: Match of Titans
Deathstalker IV: Match of the Titans (ook bekend als Deathstalker IV: The Darkest Hour of simpelweg Deathstalker IV) is een Amerikaanse Sword & Sorcery-film uit 1990. De film werd geregisseerd door Howard R. Cohen. Het is de vierde en laatste film uit de Deathstalker-filmreeks.

## Verhaal
De film begint met een krachtmeting tussen de sterkste krijgers ter wereld. De wedstrijd vindt plaats in een kasteel op een heuveltop. Deathstalker is een van de deelnemers. Hij ontdekt echter dat de winnaars een voor een spoorloos verdwijnen. Al snel blijkt dit het werk te zijn van een kwaadaardige koningin. Deathstalker moet nu zichzelf, de overgebleven deelnemers en de wereld beschermen tegen de koningin en haar leger van stenen krijgers.

## Rolverdeling
| Acteur             | Personage                   |
| ------------------ | --------------------------- |
| Rick Hill          | Deathstalker                |
| Maria Ford         | Dionara                     |
| Brett Baxter Clark | Vaniat                      |
| Michelle Moffett   | Kana                        |
| Anya Pencheva      | Janeris                     |
| Djoko Rosic        | Rakshia (as Jocko Rossitch) |
| Kosta Karageorgiev | Palon                       |
| Jenny Philipova    | Tarinda                     |
| Rumen Dimitrov     | Endoron                     |
| Mihaela Staikova   | Lesia                       |